# Jay Rodriguez
Jay Enrique Rodriguez (* 29. července 1989 Burnley) je anglický profesionální fotbalista, který hraje na pozici útočníka za anglický klub Burnley FC. Je také bývalým anglickým reprezentantem; v anglické reprezentaci odehrál jediné utkání v roce 2013.

## Klubová kariéra
- Burnley FC (mládež)
- Burnley FC 2007–2012
- →  Stirling Albion FC (hostování) 2008
- →  Barnsley FC (hostování) 2010
- Southampton FC 2012–

## Reprezentační kariéra
Jay Rodriguez odehrál jeden zápas za anglickou reprezentaci U21, 8. února 2011 proti italské jedenadvacítce (porážka 0:1).
V A-mužstvu Anglie debutoval 15. listopadu 2013 v přátelském utkání v Londýně proti Chile (prohra 0:2).

## Statistiky

### Klubové
K 8. únoru 2022
| Klub                    | Sezóna  | Liga                    | Liga   | Liga | FA Cup | FA Cup | EFL Cup | EFL Cup | Evropské poháry | Evropské poháry | Celkem | Celkem |
| Klub                    | Sezóna  | Liga                    | Zápasy | Góly | Zápasy | Góly   | Zápasy  | Góly    | Zápasy          | Góly            | Zápasy | Góly   |
| ----------------------- | ------- | ----------------------- | ------ | ---- | ------ | ------ | ------- | ------- | --------------- | --------------- | ------ | ------ |
| Burnley                 | 2007/08 | Championship            | 1      | 0    | 0      | 0      | 0       | 0       | —               | —               | 1      | 0      |
| Burnley                 | 2008/09 | Championship            | 28     | 2    | 4      | 1      | 3       | 2       | —               | —               | 35     | 5      |
| Burnley                 | 2009/10 | Premier League          | 0      | 0    | 0      | 0      | 2       | 0       | —               | —               | 2      | 0      |
| Burnley                 | 2010/11 | Championship            | 42     | 14   | 3      | 1      | 3       | 0       | —               | —               | 48     | 15     |
| Burnley                 | 2011/12 | Championship            | 37     | 15   | 1      | 1      | 4       | 5       | —               | —               | 42     | 21     |
| Burnley                 | Celkem  | Celkem                  | 108    | 31   | 8      | 3      | 12      | 7       | —               | —               | 128    | 41     |
| Stirling Albion (host.) | 2007/08 | Scottish First Division | 11     | 3    | 1      | 0      | —       | —       | —               | —               | 12     | 3      |
| Barnsley (host.)        | 2009/10 | Championship            | 6      | 1    | —      | —      | —       | —       | —               | —               | 6      | 1      |
| Southampton             | 2012/13 | Premier League          | 35     | 6    | 1      | 1      | 1       | 2       | —               | —               | 37     | 9      |
| Southampton             | 2013/14 | Premier League          | 33     | 15   | 3      | 1      | 3       | 1       | —               | —               | 39     | 17     |
| Southampton             | 2014/15 | Premier League          | 0      | 0    | 0      | 0      | 0       | 0       | —               | —               | 0      | 0      |
| Southampton             | 2015/16 | Premier League          | 12     | 0    | 0      | 0      | 1       | 2       | 3               | 1               | 16     | 3      |
| Southampton             | 2016/17 | Premier League          | 24     | 5    | 2      | 0      | 4       | 0       | 4               | 1               | 34     | 6      |
| Southampton             | Celkem  | Celkem                  | 104    | 26   | 6      | 2      | 9       | 5       | 7               | 2               | 126    | 35     |
| West Bromwich Albion    | 2017/18 | Premier League          | 37     | 7    | 3      | 3      | 2       | 1       | —               | —               | 42     | 11     |
| West Bromwich Albion    | 2018/19 | Championship            | 47     | 22   | 1      | 0      | 0       | 0       | —               | —               | 48     | 22     |
| West Bromwich Albion    | Celkem  | Celkem                  | 84     | 29   | 4      | 3      | 2       | 1       | —               | —               | 90     | 33     |
| Burnley                 | 2019/20 | Premier League          | 36     | 8    | 2      | 2      | 1       | 1       | —               | —               | 39     | 11     |
| Burnley                 | 2020/21 | Premier League          | 31     | 1    | 2      | 2      | 2       | 0       | —               | —               | 35     | 3      |
| Burnley                 | 2021/22 | Premier League          | 16     | 1    | 1      | 1      | 3       | 4       | —               | —               | 20     | 6      |
| Burnley                 | Celkem  | Celkem                  | 83     | 10   | 5      | 5      | 6       | 5       | —               | —               | 94     | 20     |
| Celkem                  | Celkem  | Celkem                  | 396    | 100  | 24     | 13     | 29      | 18      | 7               | 2               | 456    | 133    |

### Reprezentační
| Anglie | Anglie | Anglie |
| Rok    | Zápasy | Góly   |
| ------ | ------ | ------ |
| 2013   | 1      | 0      |
| Celkem | 1      | 0      |